# 東かがわ警察署
東かがわ警察署（ひがしかがわけいさつしょ）は、香川県警察が管轄する警察署の一つである。
同一敷地内に東かがわ運転免許更新センターを併設している。

## 所在地
- 香川県東かがわ市三本松1723番地2

## 沿革
- 2003年（平成15年）4月1日：大川郡引田町、白鳥町、大内町が新設合併し東かがわ市となったため、管轄市町村数が、3町から1市のみとなった。併せて、名称を大内警察署から変更した。

## 組織
- 警務課
  - 警務係
  - 会計係
- 生活安全・刑事課
  - 生活安全係
  - 刑事係
  - 鑑識係
- 地域課
  - 地域係
- 交通課
  - 交通係
- 警備係

## 交番
（ ）の中は所在地
- 引田交番（東かがわ市引田139番地1）
- 白鳥交番（東かがわ市湊1847番地2）

## 駐在所
（ ）の中は所在地
- 相生駐在所（東かがわ市南野116番地4）
- 小海駐在所（東かがわ市小海1270番地1）
- 福栄駐在所（東かがわ市西山384番地1）
- 西村駐在所（東かがわ市西村1529番地3）
- 町田駐在所（東かがわ市町田55番地4）

## 検問所
（ ）の中は所在地
- 引田検問所（東かがわ市引田139番地1）

## 主な未解決事件
- 東かがわ市女性殺人事件[1]